# Arthur Frommer
Arthur Frommer, né le 17 juillet 1929 à Lynchburg (Virginie) et mort le 18 novembre 2024 à New York (État de New York), est avocat et auteur américain de guides de voyages.

## Biographie
Avocat de formation, Arthur Frommer  se consacre à l'écriture et à la rédaction de guides touristiques et de livres dédiés aux voyages, comme Arthur Frommer's Budget Travel ou Europe on 5 Dollars a Day. Il souhaitait ainsi apporter des conseils aux voyageurs soucieux de leur budget et leur permettre de découvrir une ville ou un pays dans les meilleures conditions.